# Göd
Göd es una ciudad húngara perteneciente al distrito de Dunakeszi en el condado de Pest, con una población en 2013 de 17 843 habitantes.
Aunque se conoce la existencia de una localidad aquí desde la Edad Media, el área fue devastada tras la batalla de Mohács y quedó despoblada. Comenzó a reconstruirse en 1877 y en 1914 se volvió a constituir como localidad. Adquirió estatus urbano en 1999.
Se ubica en la orilla oriental del Danubio, en la periferia septentrional de la capital distrital Dunakeszi, a medio camino entre Vác y Budapest.